# Riu Mislinja
El Mislinja és un riu de la part septentrional d'Eslovènia. Passa per Mislinja i Slovenj Gradec i s'uneix al riu Meža prop de Dravograd, poc abans que aquest s'uneixi al riu Drava.